# Liga Comunista Internacional (Quarta Internacional)
A Liga Comunista Internacional (Quarta-Internacionalista), anteriormente conhecida como a Tendência Espartaquista Internacional é uma Organização Internacional que se reivindica trotskista. Seu maior partido constituinte é a Liga Espartaquista (EUA). Há seções menores da LCI-QI no México, Canadá, França, Alemanha, Irlanda, Itália, Japão, África do Sul, Austrália, Grécia, Polônia e Reino Unido.
O grupo se originou dentro da "Tendência Revolucionária" do Partido Socialista dos Trabalhadores norte-americano (SWP) e, após a sua expulsão passou a se chamar "Espartaquista", em 1964, em homenagem à Liga Espartaquista originaria da  Alemanha da Primeira Guerra Mundial co-liderada por Rosa Luxemburgo e Karl Liebknecht.